# Tom of Finland
Touko Valio Laaksonen, conocido por su nombre artístico Tom of Finland —Tom de Finlandia— (Kaarina, Finlandia; 8 de mayo de 1920 - Helsinki, 7 de noviembre de 1991), fue un artista finlandés, uno de los más populares dibujantes de las artes gráficas homoeróticas del siglo XX. El historiador cultural Joseph W. Slade lo ha llamado el "creador más influyente de imágenes pornográficas gay". En el transcurso de cuatro décadas produjo unas 3500 ilustraciones, en su mayoría con hombres con genitales y caracteres sexuales secundarios exagerados, vestidos con ropa ajustada o parcialmente despojada.

## Primeros años
Laaksonen nació el 8 de mayo de 1920 y fue criado por una familia de clase media en Kaarina, un pueblo en el suroeste de Finlandia, cerca de la ciudad de Turku. Sus padres, Suoma y Edwin Laaksonen, eran maestros de escuela en la primaria de la localidad de Kaarina. La familia vivía en la vivienda anexa al edificio de la escuela.
Fue a la escuela en Turku y en 1939, a la edad de 19 años, se mudó a Helsinki para estudiar publicidad. En su tiempo libre también comenzó a dibujar imágenes eróticas para su propio placer, basándose en imágenes de trabajadores masculinos que había visto desde una edad temprana. Al principio mantuvo ocultos estos dibujos, pero luego los destruyó "al menos para cuando fui a servir al ejército". El país se vio envuelto en la Guerra de Invierno con la Unión Soviética, luego se involucró formalmente en la Segunda Guerra Mundial, y fue reclutado en febrero de 1940 en el ejército finlandés. Se desempeñó como oficial antiaéreo, con el grado de segundo teniente. Más tarde atribuyó su interés fetichista por los hombres uniformados a los encuentros con hombres con uniforme del ejército, especialmente soldados de la Wehrmacht alemana que servían en Finlandia en ese momento. "En mis dibujos no tengo declaraciones políticas que hacer, ni ideología. Solo pienso en la imagen en sí. Toda la filosofía nazi, el racismo y todo eso, me resulta odioso, pero por supuesto los dibujé de todos modos: tenían ¡los uniformes más sexys!". Después de la guerra, en 1945, volvió a los estudios.
La obra de arte de Laaksonen de este período en comparación con obras posteriores se considera más romántica y más suave con "figuras y formas de rasgos suaves". Los hombres presentados eran de clase media, a diferencia de los marineros, ciclistas, leñadores, trabajadores de la construcción y otros miembros de grupos de clase trabajadora estereotípicamente hipermasculinos que aparecen en su obra posterior. Otra diferencia clave es la falta de composiciones dramáticas, poses autoafirmativas, cuerpos musculosos y "escenarios exóticos independientes" que encarnó su trabajo posterior.

## Carrera

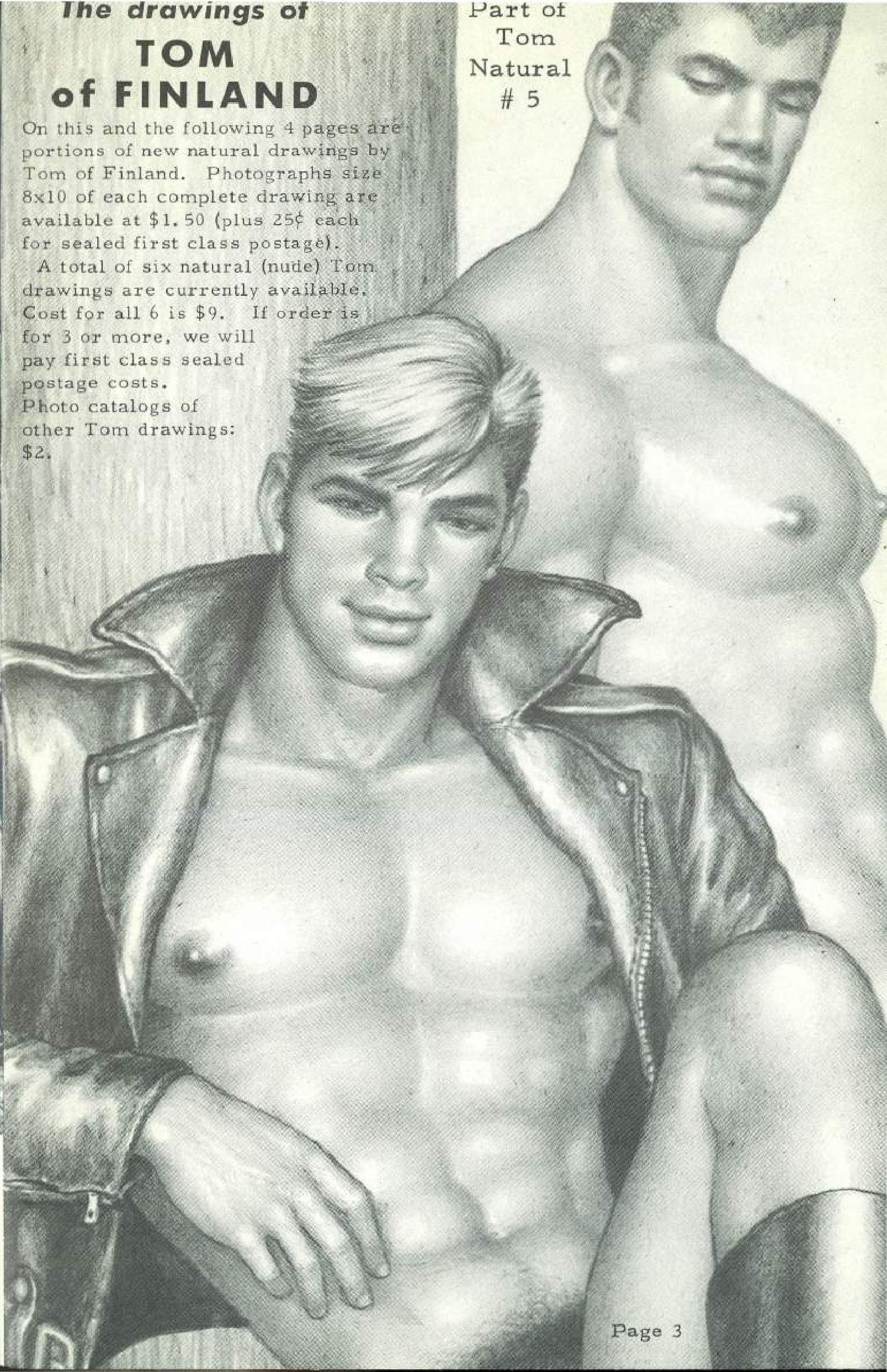
En las revistas gay, los dibujos de Laaksonen a menudo se recortaban para que fueran menos explícitos, como en esta edición de 1968 de Physique Pictorial. El pie de foto señala que las reproducciones de los "dibujos naturales (desnudos) de Tom" completos están a la venta por correo.

En 1956, Laaksonen envió dibujos a la influyente revista estadounidense Physique Pictorial, que estrenó las imágenes en la edición de primavera de 1957 bajo el seudónimo de Tom, ya que se parecía a su nombre de pila Touko. En la edición de invierno de ese mismo año, el editor Bob Mizer acuñó el crédito Tom of Finland. Una de sus piezas apareció en la portada de la edición de primavera de 1957 y mostraba a dos conductores de troncos en el trabajo con un tercer hombre observándolos. Tomado de la mitología finlandesa de los leñadores que representan una fuerte masculinidad, Laaksonen enfatizó y privilegió la "potencialidad homoerótica [...] reubicándola en un contexto gay", una estrategia repetida a lo largo de su carrera.
La era posterior a la Segunda Guerra Mundial vio el surgimiento de la cultura motociclista como un rechazo a "la reorganización y normalización de la vida después de la guerra, con su estilo de vida conformista y asentado". La subcultura de los motociclistas era a la vez marginal y de oposición y proporcionó a los hombres homosexuales de la posguerra una masculinidad estilizada que incluía rebeldía y peligro. Esto contrastaba con los estereotipos predominantes en ese momento del hombre gay como un marica afeminado, tal como se ve en el vodevil y las películas que se remontan a los primeros años de la industria. Laaksonen fue influenciado por imágenes de motociclistas, así como por obras de arte de George Quaintance y Etienne, entre otros, que citó como sus precursores, "diseminadas a lectores homosexuales a través de revistas físicas homoeróticas" a partir de 1950. Los dibujos de Laaksonen de motociclistas y fetichistas del cuero capitalizaron los atuendos de cuero y mezclilla que diferenciaban a esos hombres de la cultura dominante y sugerían que eran indómitos, físicos y autosuficientes. Esto en contraste con la corriente principal del joven gay que es pasivo, triste y sensible. Los dibujos de Laaksonen de esta época "pueden verse como la consolidación de una serie de factores, estilos y discursos que ya existían en las subculturas gay de la década de 1950", lo que puede haber llevado a que se distribuyeran y popularizaran ampliamente dentro de esas culturas. Comenzó su carrera profesional en 1958 como ejecutivo creativo en la renombrada agencia de marketing McCann Helsinki, lo que fomentó aún más su creatividad.

### Códigos de censura de Estados Unidos (décadas de 1950 a 1960)
El estilo y el contenido de Laaksonen a fines de la década de 1950 y principios de la de 1960 estuvo influenciado en parte por los códigos de censura de Estados Unidos que restringían la descripción de "actos homosexuales manifiestos". Su trabajo fue publicado en el género beefcake que comenzó en la década de 1930 y predominantemente presentaba fotografías de jóvenes atractivos y musculosos en poses atléticas que a menudo mostraban ejercicios. Su principal mercado eran los hombres homosexuales, pero debido a la cultura social conservadora y homofóbica de la época, la pornografía gay era ilegal y las publicaciones generalmente se presentaban como dedicadas a la aptitud física y la salud. A menudo eran la única conexión que los hombres en el armario tenían con su sexualidad. En ese momento, sin embargo, Laaksonen estaba realizando encargos privados, por lo que se produjo un trabajo más explícito pero permaneció inédito. Aparte de su trabajo en la agencia de publicidad, Laaksonen operaba un pequeño negocio de pedidos por correo, distribuyendo reproducciones de sus obras de arte en todo el mundo por correo, aunque no generaba muchos ingresos de esta manera.
En el caso de 1962 de Manual Enterprises, Inc. v. Day, la Corte Suprema de los Estados Unidos dictaminó que las fotografías de desnudos masculinos no eran intrínsecamente obscenas. Revistas y películas de pornografía gay softcore con modelos totalmente desnudos, algunas de ellas tumescentes, aparecieron rápidamente y se abandonó la pretensión de tratar sobre el ejercicio y la forma física a medida que se redujeron los controles sobre la pornografía. A fines de la década de 1960, el mercado de las revistas beefcake se derrumbó. Laaksonen pudo publicar su trabajo más abiertamente homoerótico y cambió el contexto con "nuevas posibilidades y convenciones para mostrar la desnudez masculina frontal en revistas y películas". Laaksonen reaccionó publicando dibujos más explícitos y estilizando los aspectos fantásticos de sus figuras con aspectos físicos exagerados, en particular sus genitales y músculos. A fines de la década de 1960, desarrolló a Kake, un personaje que aparece en una serie de cómics en curso, que debutó en 1968.

### Corriente principal gay (década de 1970 a 1991)
Con la despenalización de la desnudez masculina, la pornografía gay se hizo más común en las culturas homosexuales, y el trabajo de Laaksonen junto con ella. En 1973, publicaba cómics eróticos y se abría camino en el mundo del arte convencional con exposiciones. En 1973 renunció a su trabajo de tiempo completo en la oficina de Helsinki de la agencia de publicidad McCann. "Desde entonces he vivido en jeans y vivo de mis dibujos", así describió la transición de estilo de vida que se produjo durante este período.
A mediados de la década de 1970, también estaba enfatizando un estilo fotorrealista, haciendo que los aspectos de los dibujos parecieran más fotográficos. Muchos de sus dibujos están basados en fotografías, pero ninguno es una reproducción exacta de las mismas. La inspiración fotográfica se utiliza, por un lado, para crear imágenes realistas, casi en movimiento, con posturas y gestos convincentes y activos, mientras que Laaksonen exagera los rasgos físicos y presenta su ideal de belleza masculina y atractivo sexual, combinando el realismo con la fantasía. En Daddy and the Muscle Academy – The Art, Life, and Times of Tom of Finland se muestran ejemplos de fotografías y los dibujos basados en ellas, uno al lado del otro. Aunque consideraba las fotografías como meras herramientas de referencia para sus dibujos, los estudiantes de arte contemporáneo las han visto como obras de arte completas que se sostienen por sí mismas.
En 1979, Laaksonen, con el empresario y amigo Durk Dehner, cofundó la Tom of Finland Company para preservar los derechos de autor de su arte, que había sido ampliamente pirateado. En 1984 se estableció la Fundación Tom of Finland para recopilar, preservar y exhibir obras de arte homoeróticas. Aunque Laaksonen tuvo bastante éxito en este punto, con su biografía en la lista de los más vendidos, y Benedikt Taschen, la editorial de libros de arte más grande del mundo, reimprimiendo y ampliando una monografía de sus obras, estaba muy orgulloso de la Fundación. El alcance de la organización se expandió a obras eróticas de todo tipo, patrocinó concursos, exhibiciones y comenzó el trabajo preliminar para un museo de arte erótico.

### Muerte
A Laaksonen se le diagnosticó enfisema en 1988. Finalmente, la enfermedad y la medicación hicieron que sus manos temblaran, lo que lo llevó a cambiar de lápiz a pastel. Murió en 1991 de un derrame cerebral inducido por el enfisema.

## Vida privada

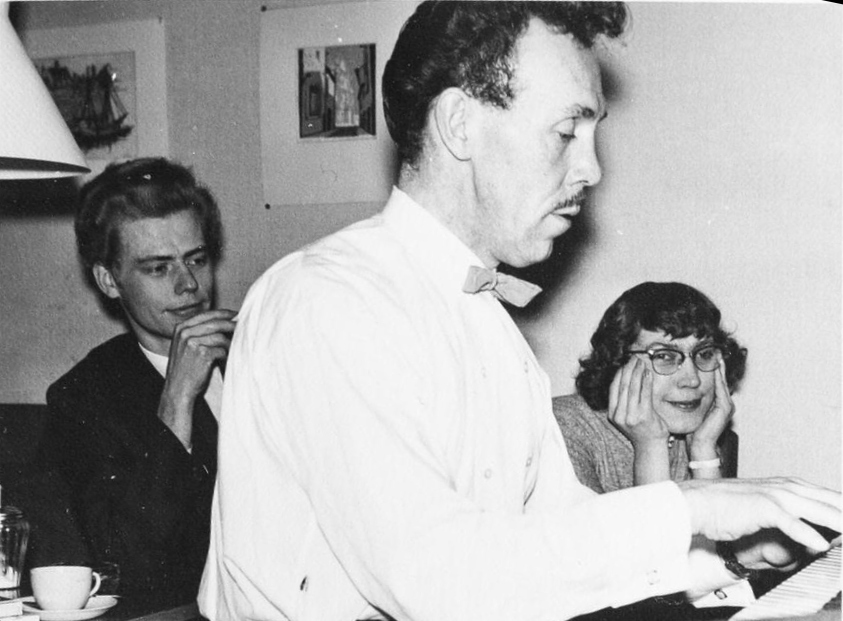
Laaksonen al piano, al fondo a la izquierda su compañero sentimental Veli Mäkinen, y a la derecha su hermana Kaija.

El compañero sentimental de Laaksonen por más de 28 años fue el bailarín Veli «Nipa» Mäkinen. Mäkinen falleció de cáncer de laringe en julio de 1981.
Laaksonen nunca reveló que era gay a sus familiares, a excepción de su hermana Kaija. La familia tampoco supo nada sobre la identidad de Laaksonen como Tom of Finland antes de la muerte del artista. A su pareja Nipa, Laaksonen lo presentaba como su «compañero de apartamento».
Además de dibujar, Laaksonen fue un músico talentoso. Su padre fue director de coro y Laaksonen estudió música en la Academia Sibelius en la década de 1940. Laaksonen a temprana edad cantó como bajo en un coro, y de joven trabajó como pianista en un restaurante después de la guerra. Al menos una de sus composiciones, «Rainbird», una musicalización de un poema de Aino Kallas, fue grabada en 1949 por el coro Kulkuset bajo la dirección de su padre, Edvin Laaksonen.
Laaksonen visitaba con frecuencia los Estados Unidos por su carrera artística, pero tras la muerte de su compañero de vida, Nipa, comenzó a pasar cada vez más tiempo en ese país. En sus últimos años, pasó los inviernos en el sur de California. Su sobrino Tapani Vinkala describió a su tío como un hombre sociable, gracioso y amante de los niños que participaba con gusto en los juegos infantiles. Laaksonen también era conocido por su cuidado estilo de vestir, pues pensaba que la ropa hacía a un hombre.

## Obras
Sus dibujos son en su mayoría trabajos a tinta en blanco y negro donde se representan a hermosos y musculados varones en escenas homoeróticas. Sus personajes frecuentemente van ataviados con vaqueros, ropas de cuero o distintas clases de uniformes, con un aspecto y estilo fácilmente identificables. Su serie cómica más famosa es Kake, que incluye estos tipos en abundancia. Las exposiciones de la obra de Touko comenzaron en los años 1970 y en 1973 dejó toda su obra a la firma publicitaria internacional McCann Erickson de Helsinki.
Al describir su vida, señaló: «He vivido desde entonces en pantalones vaqueros y en mis dibujos». En 1979 fundó la Fundación Tom of Finland (“Tom of Finland Company”) para recopilar y distribuir su obra. La Fundación existe todavía y sin ánimo de lucro con el fin de recopilar, preservar y exhibir la ilustración más célebre del arte homoerótico. En 1995 la Fundación introdujo una línea de ropa basada en los trabajos de Tom. Antes de su muerte participó en el documental Daddy and the Muscle Academy - The Art, Life, and Times of Tom of Finland.

## Controversias
La controversia ante sus temáticas y el reconocimiento artístico acompañaron a Tom tanto durante su vida como después de su muerte. Tom fue amigo del fotógrafo Robert Mapplethorpe cuya obra representando el fetichismo y el sadomasoquismo fue igual de controvertida.
Los dibujos que generaron las más enconadas críticas fueron aquellos de escenas eróticas de varones vestidos con uniformes nazis. Ante dicha situación, el artista omitió estos dibujos de su antología general con el fin de distanciarse de cualquier tipo de asociación ideológica de corte político y fascista.
De la misma manera, Tom se cuidó de ser asociado con racistas y por lo mismo dedicó gran parte de su obra a la figura masculina del hombre negro, aunque también algunos le acusaron de representar el estereotipo del negro hipersexual. Pero lo cierto es que sus personajes blancos estaban representados con aspecto similar y en las mismas actitudes, y además plasmó varias escenas de sexo interracial, las cuales eran delicadas en la época.

## Valor artístico
Los críticos tienen puntos de vista encontrados respecto a la obra de Laaksonen. Su técnica de dibujo detallada ha hecho que le describan como un maestro con el lápiz. Mientras que en contraste el crítico del periódico neerlandés Het Parooll describe su trabajo falto de expresividad.
Hay una considerable discusión sobre si su representación de 'súper hombres' (hombres con enormes órganos sexuales y grandes músculos) es superficial y morbosa, o bien tiene una complejidad más profunda y subvierte los estereotipos en su obra. Por ejemplo, algunos críticos han apuntado muestras de ternura entre los por otro lado tradicionales personajes duros y masculinos, o sonrisas juguetonas en las escenas sado-masoquistas.
Hay que tener en cuenta que la propuesta homoerótica del artista finlandés se encuadra en una época específica a medio camino del reconocimiento de los derechos de los gais, estando las comunidades marginadas en las sociedades europeas. Definitivamente se trata de la perspectiva de una persona que, sin poder expresar libremente sus sentimientos, y a través del arte, sublima sus ensueños eróticos. El uso del pseudónimo, para evitar ser señalado en su país cuando Laaksonen envía su obra a los Estados Unidos, confirma esta visión.
Aparte del significado erótico de su obra, los dibujos de Tom of Finland son un cuidadoso estudio de la forma humana masculina: volumen y forma, tanto en los personajes como en su entorno, que dan un toque de realismo con el manejo de diversos planos y puntos de fuga. El manejo de sombras y líneas, que resaltan los elementos centrales del tema, hacen que las obras tengan un importante valor artístico.
Escribiendo para Artforum, Kevin Killian dijo que ver los originales de Tom of Finland "produce un gran respeto por su creación ágil e ingeniosa". Kate Wolf escribe que "Tom of Finland ayudó a allanar el camino hacia la liberación gay".

## Impacto cultural y legado

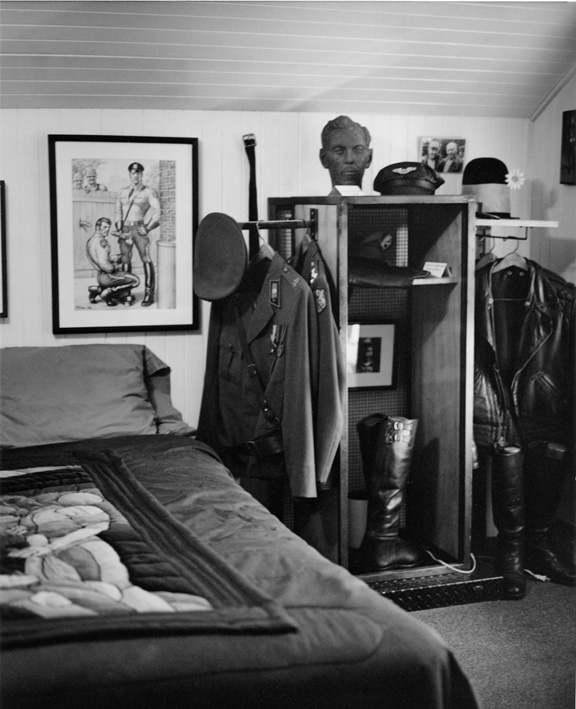
Habitación conmemorativa a Tom of Finland con sus objetos personales en la casa museo de su fundación en Los Ángeles 2002.

En 2009, Laaksonen fue incluido en el Salón de la Fama Leather. Algunas de sus obras originales se encuentran en el Museo y Archivos Leather.
El 10 de enero de 2015 XR Brands lanzó una línea de juguetes sexuales inspirada en las ilustraciones de Tom of Finland. En marzo de 2016 fue lanzada una serie de cafés instantáneos (denominados "Built Bold" y "Heavy Duty") por la tostaduría de café finlandesa Robert Paulig Roastery que contiene en sus envases diferentes ilustraciones homoeróticas de Tom of Finland.

### Exposiciones
El Museo de Arte Moderno de Nueva York (MoMA) ha adquirido varios ejemplos de la obra de arte de Laaksonen para su colección permanente. En 2006, el MoMA de Nueva York aceptó cinco dibujos de Tom of Finland como parte de una donación mucho mayor de la Fundación Judith Rothschild. El fideicomisario de la Fundación Judith Rothschild, Harvey S. Shipley Miller, dijo: "Tom of Finland es uno de los cinco artistas más influyentes del siglo XX. Como artista fue excelente, como influencia fue trascendente". Hudson, de Feature Inc., Nueva York, colocó el trabajo de Tom of Finland en las colecciones del Museo de Arte de la Escuela de Diseño de Rhode Island y el Instituto de Arte de Chicago. Su obra también se encuentra en las colecciones públicas de: El Museo de Arte Contemporáneo (MOCA), Los Ángeles, EE. UU.; Museo de Arte Wäinö Aaltonen; Turku, Finlandia; Museo de Arte de la Universidad de California Berkeley, Berkeley (California), EE. UU.; Museo de Arte del Condado de Los Ángeles, Los Ángeles, EE. UU.; Kiasma, Museo de Arte Contemporáneo, Helsinki, Finlandia; Museo de Arte Moderno de San Francisco, San Francisco, EE. UU.; y la Fundación Tom of Finland, Los Ángeles, EE. UU.
En 1999 tuvo lugar una exposición en el Institut Culturel Finlandais (Centro Cultural Finlandés) de París.
En 2011 hubo una gran exposición retrospectiva de la obra de arte de Laaksonen en Turku, Finlandia. La exposición fue uno de los actos oficiales del programa Capital Europea de la Cultura de Turku.
En 2012, Kulturhuset presentó una retrospectiva, Tom of Finland, en Estocolmo, Suecia; y el trabajo de Tom of Finland estuvo en We the People de la Fundación Robert Rauschenberg en la ciudad de Nueva York, EE. UU.
En 2013, MOCA presentó Bob Mizer & Tom of Finland en Los Ángeles, EE. UU. El trabajo del artista también se vio en HAPPY BIRTHDAY Galerie Perrotin – 25 years en Lille, Francia; Rare and Raw del Museo Leslie-Lohman en la ciudad de Nueva York, EE. UU.; y Keep Your Timber Limber (Works on Paper) del Instituto de Arte Contemporáneo en Londres, Inglaterra.
En 2015, Artists Space presentó la exposición Tom of Finland: The Pleasure of Play en la ciudad de Nueva York, EE. UU. La exposición también se presentó en Kunsthalle Helsinki en 2016, complementada con material adicional como fotos de álbumes familiares.
En 2020, como parte de las celebraciones del centenario, Tom of Finland: Love and Liberation en la House of Illustration de Londres mostró 40 originales con efímeros que enfatizan la moda como un aspecto de su trabajo.

### Cine
En 1991, Filmitakomo e Yleisradio produjeron un documental, Daddy and the Muscle Academy, dirigido por Ilppo Pohjola. A fines de la década de 1980, Laaksonen era bien conocido en el mundo gay, pero sus "íconos de masculinidad meticulosamente representados y meticulosamente musculosos" recibieron la atención general cuando se estrenó la película —que incluye cientos de imágenes de su trabajo junto con entrevistas— teatralmente en Finlandia, ganó un premio Jussi en 1992 y se proyectó en festivales de cine y cines de arte en todo el mundo. Mientras elogiaba la calidad de la obra de arte, un crítico notó que la película elogiaba a Laaksonen como un ícono del orgullo gay mientras ignoraba la "semejanza tanto con la pornografía S&M como con el arte fascista" de su trabajo, que vinculó con las primeras experiencias sexuales de Laaksonen con soldados alemanes durante la Segunda Guerra Mundial.
El cineasta Wes Hurley reconoce a Tom of Finland como una influencia en su trabajo, incluido su corto Peter and the Wolf y su comedia musical de culto Waxie Moon in Fallen Jewel.
La revista Variety anunció en 2013 que el director finlandés Dome Karukoski estaba listo para hacer una película biográfica de Laaksonen, titulada Tom of Finland. Helsinki-filmi lo produjo y obtuvo los derechos exclusivos. La película, estrenada en febrero de 2017 en Finlandia, es la primera película biográfica del artista.

### Sellos postales
En septiembre de 2014 el servicio postal finlandés, Itella Posti, publicó una serie de tres sellos de primera clase con dibujos de Laaksonen y, junto con el lanzamiento de los sellos, exhibió parte de su correspondencia en el Museo Postal de Finlandia. Dos de los sellos incluyen partes de una ilustración de un hombre desnudo sentado entre las piernas de otro hombre vestido de policía; la otra muestra las nalgas desnudas con el rostro de un hombre incluido entre los muslos. El juego de sellos superó las expectativas de Posti, con pedidos anticipados de 178 países, lo que lo convirtió en el juego de sellos más vendido en la historia del servicio.